# Nemacheilus corica
Nemacheilus corica е вид лъчеперка от семейство Balitoridae. Видът не е застрашен от изчезване.

## Разпространение
Разпространен е в Индия (Дарджилинг, Пенджаб, Утаракханд и Химачал Прадеш) и Непал.

## Описание
На дължина достигат до 4,2 cm.